# Теплов, Артём Леонидович
Артём Леонидович Теплов (бел. Арцём Леанідавіч Цяплоў; род. 14 октября 1992, Новополоцк, Витебская область) — белорусский футболист, защитник.

## Клубная карьера
Воспитанник новополоцкого футбола, начиная с 2011 попадает в основной состав «Нафтана». В сезонах 2012-2013 из-за травмы потерял место в основе и обычно выступал за дубль, тем не менее сумел забить 3 гола за основную команду.
Сезон 2014 начал на скамейке запасных, позже стал временем появляться в основном составе, обычно на позиции левого защитника или полузащитника. Только в сезоне 2016 он окончательно закрепился в основе. В сезоне 2017 он чаще играл на позиции левого полузащитника. Остался в «Нафтане» в сезоне 2018, когда команда вылетела в Первую лигу.
В марте 2019 года он перешел в «Сморгонь» и вскоре подписал с клубом контракт. В октябре 2019 года по соглашению сторон покинул сморгоньский клуб.
В январе 2020 года получил дисквалификацию на один год из-за договорного матча. В июле был приговорён к двум годам исправительных работ.

### Статистика выступлений
| Сезон | Дивизион | Клуб     | Страна                    | Матчи | Голы |
| ----- | -------- | -------- | ------------------------- | ----- | ---- |
| 2010  | дубль    | Нафтан   | Флаг Беларуси (1995—2012) | 31    | 1    |
| 2011  | Д1       | Нафтан   | Флаг Беларуси (1995—2012) | 21    | 0    |
| 2012  | Д1       | Нафтан   | Флаг Беларуси             | 9     | 2    |
| 2013  | Д1       | Нафтан   | Флаг Беларуси             | 7     | 1    |
| 2014  | Д1       | Нафтан   | Флаг Беларуси             | 13    | 1    |
| 2015  | Д1       | Нафтан   | Флаг Беларуси             | 13    | 2    |
| 2016  | Д1       | Нафтан   | Флаг Беларуси             | 25    | 1    |
| 2017  | Д1       | Нафтан   | Флаг Беларуси             | 23    | 2    |
| 2018  | Д1       | Нафтан   | Флаг Беларуси             | 24    | 1    |
| 2019  | Д2       | Сморгонь | Флаг Беларуси             | 15    | 0    |

## Карьера в сборной
Играл за молодёжную сборную Беларуси на Кубке Содружества 2012 в Санкт-Петербурге. Был признан лучшим защитником этого турнира. Позже выступал за молодежную сборную в товарищеских матчах.

## Достижения
- Обладатель Кубка Беларуси: 2011/12
- Лучший защитник Кубка Содружества: 2012